# Fernando Corena
Fernando Corena (ur. 22 grudnia 1916 w Genewie, zm. 26 listopada 1984 w Lugano) – szwajcarski śpiewak, bas.

## Życiorys
Studiował teologię katolicką na Uniwersytecie we Fryburgu, jednak za namową dyrygenta Vittorio Gui zdecydował się poświęcić muzyce. Uczył się śpiewu w Mediolanie u Enrico Romaniego. Debiutował jako śpiewak w 1937 roku, początkowo występując w radio i teatrze miejskim w Zurychu. Jego pierwszym wielkim sukcesem scenicznym była rola Warłama w Borysie Godunowie Modesta Musorgskiego w Trieście w 1947 roku. W kolejnych latach występował w Mediolanie, Wiedniu, Paryżu, Londynie i Edynburgu. W 1954 roku jako Leporello w Don Giovannim debiutował na deskach nowojorskiej Metropolitan Opera, a w 1960 roku jako Doktor Bartolo w Cyruliku sewilskim w londyńskim Covent Garden Theatre.
Specjalizował się w repertuarze buffo. Zasłynął rolami Leporella w Don Giovannim i Doktora Bartolo w Cyruliku sewilskim, a także tytułowymi rolami w Don Pasquale, Gianni Schicchi i Falstaffie. Dysponował głosem o głębokim brzmieniu i nietypowej dla basu ruchliwości. Dokonał nagrań płytowych m.in. dla Decca Records i RCA, za płytę z Il maestro di cappella Cimarosy i Ariami koncertowymi Mozarta (Decca SXL 2247) otrzymał Grand Prix du Disque.